# Glipa annulata annulata
Glipa annulata annulata es una subespecie de coleóptero de la familia Mordellidae.

## Distribución geográfica
Habita en  Asia.